# Teahupo'o

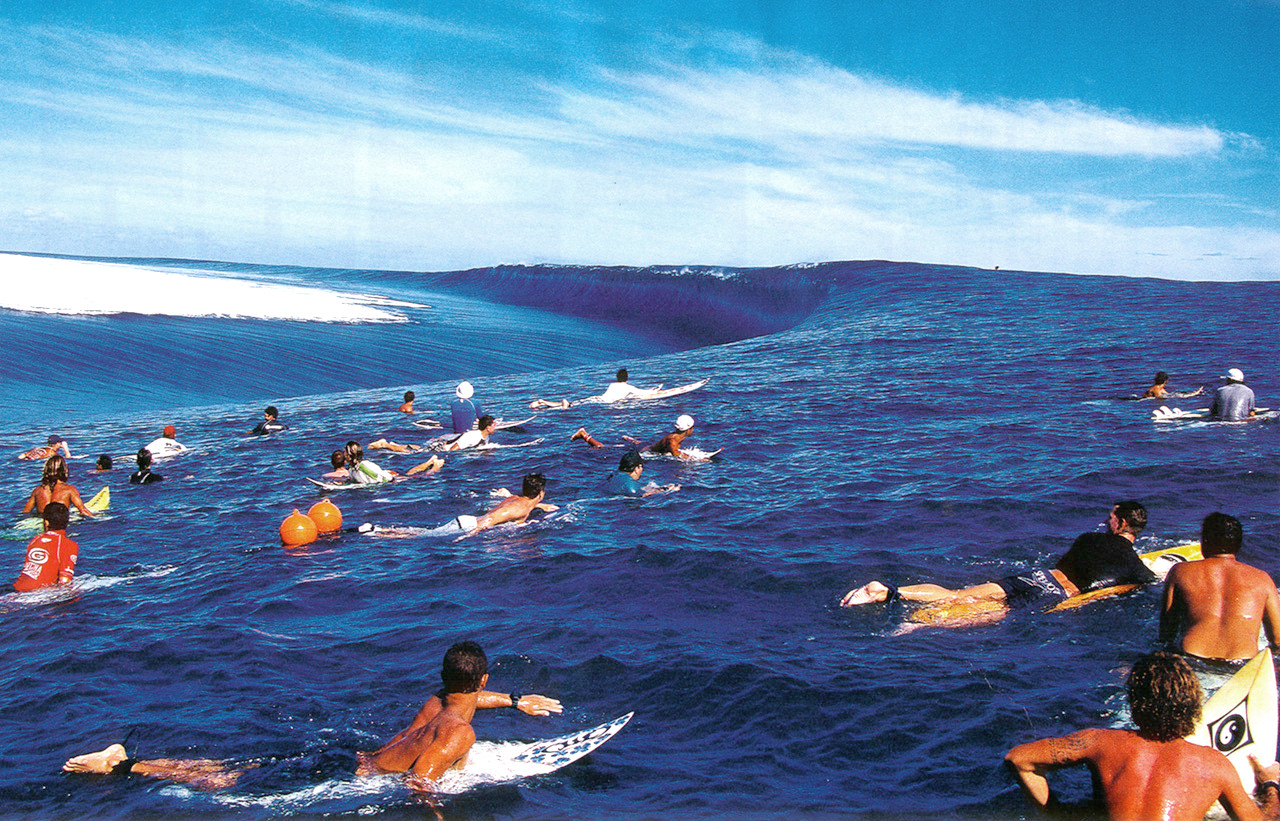
Surfeando en las costas de la comuna

Teahupoʻo o Teahupoo es una comuna asociada de la comuna francesa de Taiarapu-Oeste que está situada en la subdivisión de Islas de Barlovento, de la colectividad de ultramar de Polinesia Francesa.

## Composición
La comuna asociada de Teahupoʻo comprende una fracción de la isla de Tahití.

## Ola
El nombre de Teahupoʻo tiene su historia en un antiguo rey tahitiano llamado Teahupoo. Literalmente el nombre significa "muro de calaveras", y es que este sanguinario rey guerrero era temido por su afición a coleccionar cabezas.
La ola es una de las izquierdas más importantes del mundo del surf y la extrema violencia con la que sacude es temida por todos los surfistas del mundo. En sí, la ola no es temida por su altura (pese a que suelen sobrepasar con facilidad los 5 metros, pero la ola más grande registrada es de 10 metros) sino por la singular configuración del arrecife.
Teahupoo es sede fija de una de las pruebas correspondiente a la WSL World Surf League desde 1999. En la edición de 2000, el surfista local Briece Taerea murió tras ser golpeado y quedar atrapado en una ola de 5 metros.
Teahupoʻo fue la sede de la competición de surf de los Juegos Olímpicos de París 2024.

## Demografía
| Gráfica de evolución demográfica de Teahupoʻo entre 1977 y 2012 |
|                                                                 |

Fuente: Insee